# Rudolf Schündler
Rudolf Ernst Paul Schündler (født 17. april 1906, død 12. december 1988) var en tysk skuespiller og instruktør. Han medvirkede i mere end 240 film og tv-serier i årene 1924 til 1988. Størstedelen var tyske produktioner, men Schündler gjorde også indtog i internationale film, som for eksempel Eksorcisten (1973), hvor han spillede rollen som Karl. Han instruerede også film som Der treue Husar (1954), En jomfru kommer til byen (1957), Willy, der Privatdetektiv (1960) og Sønnen fra savmøllen (1962).
Schündler er i Skandinavien også kendt for spille rollen som borgmesteren fra Vimmerby i Nye løjer med Emil fra Lønneberg (1972). I denne film, som var en svensk-vesttysk produktion, blev hans stemme eftersynkroniseret på svensk af Gösta Prüzelius. Hans sidste film, Den uartige pige, blev udgivet i 1990, to år efter hans død fra et hjerteanfald i 1988.
Rudolf Schündler ligger begravet på Ostfriedhof i München.

## Udvalgt filmografi
Skuespiller
- Roulette (1924)
- Dr. Mabuses testamente (1933)
- Das Mädchen Johanna (1935)
- Den svenske nattergal (1941)
- I tigerens kløer (1949)
- Musik skal der til (1953, ukrediteret)
- Mig og så min far (1955)
- De kom for at dræbe (1968)
- Der Kommissar (tv-serie, 1969)
- Unser Willi ist der Beste (1971)
- Nye løjer med Emil fra Lønneberg (1972)
- Eksorcisten (1973)
- Undervejs (1976)
- Chokhouse (1977)
- Den amerikanske ven (1977)
- Just a Gigolo (1978)
- Der Unsichtbare (1987)
- Den uartige pige (1990)

Instruktør
- Der Geigenmacher von Mittenwald (1950)
- Når hamonikassen i landsbyen går (1953)
- Der treue Husar (1954)
- Viktoria und ihr Husar (1954)
- Schützenliesel (1954)
- Den glade landsby (1955)
- Die Rosel vom Schwarzwald (1956)
- En jomfru kommer til byen (1957)
- Mikosch - kompagniets skræk (1958)
- Mein Mädchen ist ein Postillion (1958)
- Grevinde Mariza (1958)
- Willy, der Privatdetektiv (1960)
- Café Oriental (1962)
- Sønnen fra savmøllen (1962)